# Александровка (Кормянский район)
Алекса́ндровка (бел. Аляксандраўка) — деревня в Лужковском сельсовете Кормянского района Гомельской области Беларуси.

## География

### Расположение
В 16 км на юг от Кормы, в 75 км от железнодорожной станции Рогачёв (на линии Могилёв — Жлобин), в 103 км от Гомеля.

### Гидрография
На реке Горна (приток реки Сож).

## Транспортная сеть
Транспортные связи по просёлочной, затем автомобильной дороге Корма — Чечерск. Планировка состоит из прямолинейной улицы, ориентированной с юго-запада на северо-восток, которая под прямым углом пересекается короткой прямолинейной улицей. Застройка деревянная усадебного типа.

## История
Основана в XX веке переселенцами из соседних деревень, в основном из деревни Лужок, находящейся за рекой. В 1929 году организован колхоз. Согласно переписи 1959 года в составе колхоза «Большевик» (центр — деревня Лужок).

## Население

### Численность
- 2004 год — 44 хозяйства, 101 житель.

### Динамика
- 1959 год — 343 жителя (согласно переписи).
- 2004 год — 44 хозяйства, 101 житель.